# Mikkelin Palloilijat

El Mikkelin Palloilijat es un club de fútbol finés de la ciudad de Mikkeli en provincia. Fue fundado en 1926 y juega en la Ykkönen.

## Uniforme
- Uniforme titular: Camiseta Azul, pantalón Blanco, medias Azules.
- Uniforme alternativo: Camiseta Amarilla, pantalón Negro, medias Blancas.

## Jugadores

### Altas y bajas 2023-24 (verano)
Altas 
| Jugador | Nacionalidad | Posición | Procedencia  | Tipo | Precio |
| ------- | ------------ | -------- | ------------ | ---- | ------ |
|         | Bandera de ? |          | Bandera de ? |      |        |

Bajas 
| Jugador | Nacionalidad | Posición | Destino | Tipo | Precio |
| ------- | ------------ | -------- | ------- | ---- | ------ |
|         |              |          |         |      |        |

## Jugadores

### Máximos participantes
Actualizado el 17 de noviembre de 2021.
| Pos. | Jugador             | Alineaciones | Temporadas                          |
| ---- | ------------------- | ------------ | ----------------------------------- |
| 1°   | Jiri Haikonen       | 177          | 2011 - 20                           |
| 2°   | Ilkka Mäkelä        | 163          | 1984 / 1990 - 96                    |
| 3°   | Tibor Gruborovics   | 152          | 1989 - 95 / 1997 - 98               |
| 4°   | Juha Karvinen       | 143          | 1989 - 93 / 1995                    |
| 5°   | Timo-Pekka Viitikko | 133          | 1990 - 96                           |
| 6°   | Jokke Kangaskorpi   | 128          | 1987 - 94 / 1998 / 1999 / 2001 - 06 |
| 7°   | Mikko Manninen      | 123          | 1990 - 96                           |
| 8°   | Harri Saarelma      | 110          | 1990 - 94                           |
| 9°   | Jukka Ruhanen       | 107          | 1987 - 94                           |
| 10°  | Niko Teräsalmi      | 101          | 1990 - 96                           |